# Pedro Llompart
Pedro Llompart Usón (Palma de Maiorca, 9 de janeiro de 1982) é um basquetebolista profissional espanhol que atualmente está sem clube, teve como último clube o Valencia Basket Club. O atleta possui 1,85m e pesa 84kg, jogando na posição Armador. 

## Ligações Externas
- Pedro Llompart no X